# Миланковићеви циклуси
Милутин Миланковић је у своје прорачуне уврстио три астрономска циклуса, који се заједно посматрано називају његовим именом, јер је он створио прецизну теорију о њиховом утицају на климу:
1. Промена ексцентричности Земљине орбите (Ј. Кеплер, 1609. год.) од скоро правилног круга до благо издужене елипсе (ексцентрицитета 0,06) периодичности око 100.000 година. Ексцентричност утиче на разлике међу годишњим добима. Када је Земља најближа Сунцу, добија највише његове топлоте. Хемисфера ближа Сунцу има благе зиме, а она ближа лети релативно топла лета. Најудаљенија тачка Земљине путање око Сунца зове се афел, а најближа перихел. Када је зима на северној хемисфери, тада је Земља ближа перихелу (зиме блаже на северној хемисфери). Када је ексцентричност највећа, тада је сезонска разлика примљене топлоте 20%, а сада је око 7%.
2. Промена нагиба Земљине осе ротације у односу на раван орбите (Ј. Пилгрим, 1904. год.), у распону од 22,10 до 24,50, са периодом од 41.000 година. Када је нагиб већи, разлика годишњих доба на вишим географским ширинама је израженија. Промена нагиба има мали утицај на екватору, а велики на половима. Порастом нагиба за 10 укупна примљена енергија хемисфере лети се повећа за 1%.
3. Прецесија (Хипарх, 130. године п. н. е.), односно револуција Земљине ротационе осе, која траје око 19.000 до 23.000 година. Прецесија је сложена појава, последица је:
  - љуљања Земљине осе
  - обртања елиптичне Земљине орбите

Прецесија утиче на оријентацију осе, не на њен нагиб. Кроз 11.000 година Земљина оса продужена на север неће ићи ка Северњачи, већ ка звезди Вега у сазвежђу Лира. Последица овог сложеног кретања Земље је да се дани равнодневница не догађају заувек истог датума, већ се полако померају у календару. 
Када је састављао свој каталог звезда Хипарх је приметио нешто врло необично. Звезде се нису налазиле на оном месту на небу на ком су их раније видели и лоцирали Халдејци. Све звезде су биле премештене у страну, као да се читаво небо померило из свог некадашњег положаја. Заправо положај је променила Земља, мало се накривила у страну. Хипарх је закључио да је до ове промене положаја дошло услед кретања тачака пресецања еклиптике и небеског екватора. Читаву појаву назвао је прецесија еквиноција. Наиме, Земља нема облик правилне кугле. Она је на половима спљоштена тако да је појас екватора мало испупчен. Пошто је Земља нагнута у односу на раван еклиптике и у односу на раван Месечеве путање Сунце и Месец неједнако привлаче део екваторског испупчења који је окренут ка њима и део испупчења који се налази са друге стране. Због овога Земљина оса не остаје непомична већ се и сама креће пројектујући по небеској сфери кружницу. 
Ово опет доводи до занимљиве појаве. Данас је оса Земље на северној полулопти усмерена ка звезди алфа Малог медведа коју, пошто се налази изнад нашег северног пола, зовемо Северњача. Заправо оса пролази врло близу Северњаче, на мање од једног степена. Међутим, како се оса помера (за 25.800 година она по небу начини пун круг) доћи ће време када ова звезда неће стајати изнад нашег северног пола. За 12.000 година оса ће пролазити на око 5° од звезде Вега (алфа сазвежђа Лире) па ћемо тада имати нову звезду Северњачу.
Тренутно, Земља је најближа Сунцу 3. јануара (перихел), а најдаља 4. јула (афел). Резултат померања равнодневнице је да су на северној хемисфери данас релативно кратке, топле зиме и релативно дуга хладна лета. Пре око 11.000 година је било обратно.
Миланковић, упутивши се право ка суштини разматраног механизма, најпре је изоставио струјања изазвана неједнаким загревањем атмосфере и океана, и тиме добио одлике Соларне климе. Ова чињеница нам говори да Миланковићева теорија има више утицаја на стварну климу других планета него на Земљу (која има атмосферу, мора и океане). Уопште је данас прихваћено и становиште да су утицаји Миланковићевих циклуса на Марсу, коме недостаје ублажавајући утицај океана, чија оса ротације знатно више мења свој нагиб, а ексцентричност орбите је упадљиво већа, много значајнија него на Земљи.